# Ayuntamiento de El Prat de Llobregat
El Ayuntamiento de El Prat de Llobregat (en catalán: Ajuntament del Prat de Llobregat) es el órgano encargado del gobierno y administración del municipio de El Prat de Llobregat, situado en la provincia de Barcelona, Cataluña, España. Está presidido por el alcalde. En 2023 ocupa dicho cargo Lluís Mijoler, de El Prat en Comú. Esta administración tiene su sede en la plaza de la Villa, 1.

## Alcaldes
| Periodo   | Nombre                                                                  | Partido                                        |
| --------- | ----------------------------------------------------------------------- | ---------------------------------------------- |
| 1979-1983 | Antonio Martín Sánchez (1979-1982) Luis Tejedor Ballesteros (1982-1983) | Partit Socialista Unificat de Catalunya (PSUC) |
| 1983-1987 | Luis Tejedor Ballesteros                                                | Partit Socialista Unificat de Catalunya (PSUC) |
| 1987-1991 | Luis Tejedor Ballesteros                                                | Iniciativa per Catalunya-Verds (ICV)           |
| 1991-1995 | Luis Tejedor Ballesteros                                                | Iniciativa per Catalunya-Verds (ICV)           |
| 1995-1999 | Luis Tejedor Ballesteros                                                | Iniciativa per Catalunya-Verds (ICV)           |
| 1999-2003 | Luis Tejedor Ballesteros                                                | Iniciativa per Catalunya-Verds (ICV)           |
| 2003-2007 | Luis Tejedor Ballesteros                                                | Iniciativa per Catalunya-Verds (ICV)           |
| 2007-2011 | Luis Tejedor Ballesteros                                                | Iniciativa per Catalunya-Verds (ICV)           |
| 2011-2015 | Luis Tejedor Ballesteros                                                | Iniciativa per Catalunya-Verds (ICV)           |
| 2015-2019 | Luis Tejedor Ballesteros                                                | Iniciativa per Catalunya-Verds (ICV)           |
| 2019-2023 | Lluís Mijoler Martínez                                                  | El Prat en Comú (EPeC)                         |
| 2023-act. | Lluís Mijoler Martínez                                                  | El Prat en Comú (EPeC)                         |

## Gobierno municipal 2023-2027

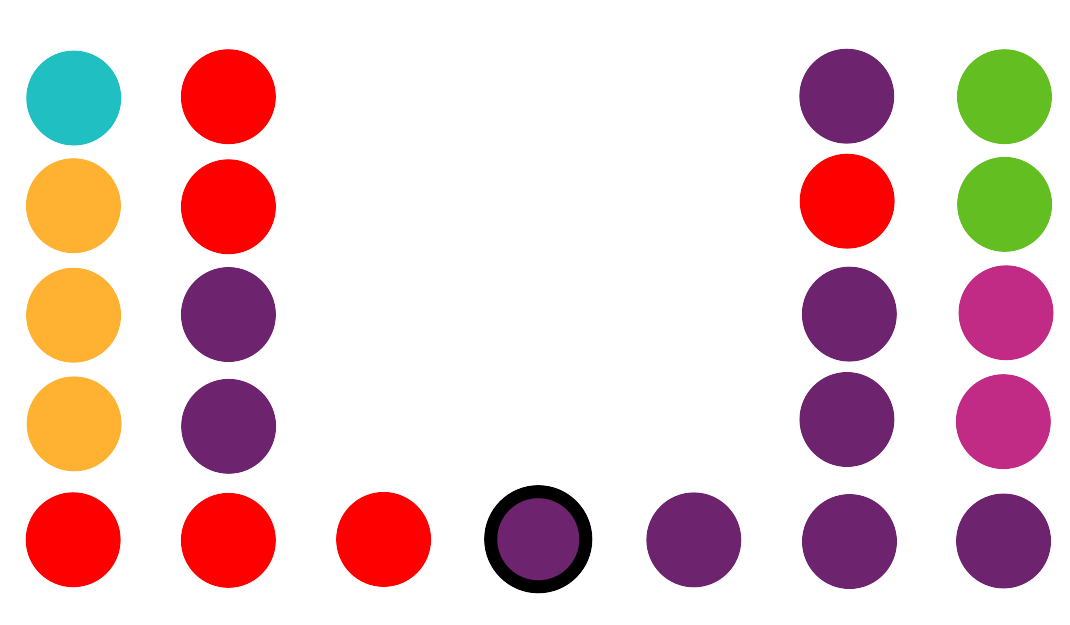
El pleno, después de las elecciones municipales de 2023

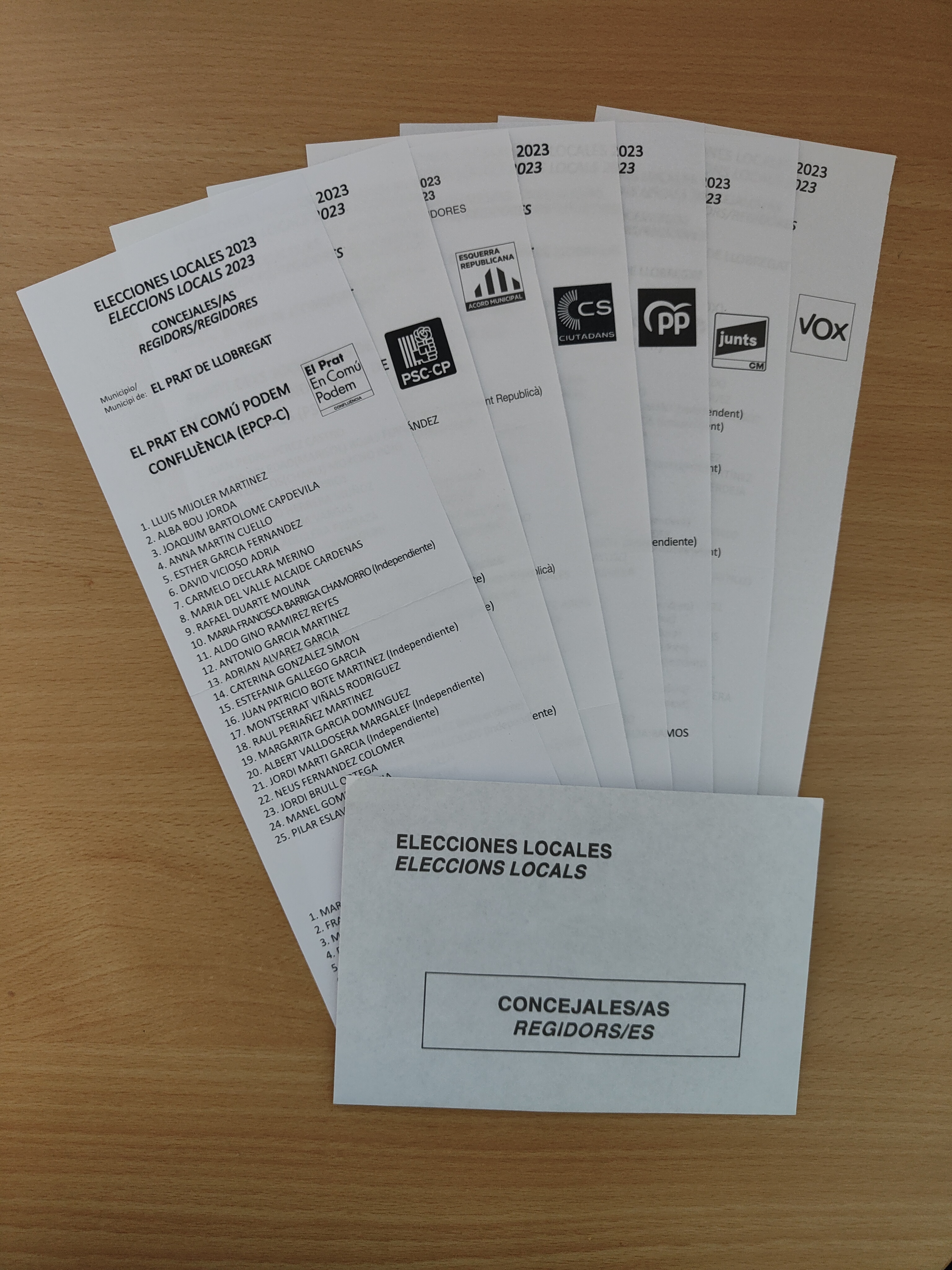
Papeletas electorales de las elecciones municipales de 2023

| Corporación municipal | Corporación municipal                                          | Corporación municipal | Corporación municipal             |
| --------------------- | -------------------------------------------------------------- | --- | --------------------------------- |
| Partido político      |                                                                | El Prat en Comú Podem-Confluència                                                                                               | El Prat en Comú Podem-Confluència |
| Partido político      | Partit dels Socialistes de Catalunya - Candidatura del Progrés | |                                   |
| Nombre                | Nombre                                                         | Cargo | Ref.                              |
| Alba Bou              |                                                                | Alcaldesa presidente | [ 2 ]                             |
| Juan Pedro Castro     |                                                                | 1.er teniente de alcalde del Área de Acción Institucional, Proyectos Urbanos, Convivencia, Civismo y Protección Civil           | [ 2 ]                             |
| Alba Bou              |                                                                | 2.ª teniente de alcalde del Área de Urbanismo y Vivienda                                                                        | [ 2 ]                             |
| Joaquim Bartolomé     |                                                                | 3.er teniente de alcalde del Área de Acción Ambiental y Servicios Urbanos, Promoción de la Ciudad, Agricultura y Ganadería      | [ 2 ]                             |
| Juan Carlos Moreno    |                                                                | 4.to teniente de alcalde del Área de Desarrollo Económico                                                                       | [ 2 ]                             |
| Marisol Rojas         |                                                                | 5.ª teniente de alcalde del Área de Bienestar, Políticas de Igualdad y Ciudadanía                                               | [ 2 ]                             |
| David Vicioso         |                                                                | 6.to teniente de alcalde del Área de Organización, Gobernanza y Economía                                                        | [ 2 ]                             |
| Anna Martín           |                                                                | 7.ª teniente de alcalde del Área de Educación, Cultura y Comunidad                                                              | [ 2 ]                             |
| Débora García         |                                                                | 8.ª teniente de alcalde del Área de Deportes y Juventud                                                                         | [ 2 ]                             |
| Esther García         |                                                                | Concejala de Buen Gobierno, Comunicación, Atención a la Ciudadanía, Derecho al Agua y la Energía Públicas y Memoria Democrática | [ 2 ]                             |
| Rafael Duarte         |                                                                | Concejal de la policía local | [ 2 ]                             |
| Marina García         |                                                                | Concejala de Comercio,Salud Pública, Bienestar Animal y Consumo                                                                 | [ 2 ]                             |
| Valle Alcaide         |                                                                | Concejala del Plan Estratégico de Sant Cosme                                                                                    | [ 2 ]                             |

### Apoyos
Sobre la base de las explicaciones de voto expresadas por los grupos parlamentarios en la moción de confianza, el apoyo parlamentario al candidato se puede resumir de la siguiente manera:
| Cámara                             | Candidato | Fecha               | Voto |   |   |   |   |   |   |   | Votos |
| ---------------------------------- | --------- | ------------------- | ---- | - | - | - | - | - | - | - | ----- |
| Ayuntamiento del Prat de Llobregat | Alba Bou  | 16 de enero de 2025 | Sí   | 9 | 6 |   |   |   |   |   | 15/25 |
| Ayuntamiento del Prat de Llobregat | Alba Bou  | 16 de enero de 2025 | No   |   |   | 3 | 2 | 2 | 2 | 1 | 10/25 |
| Ayuntamiento del Prat de Llobregat | Alba Bou  | 16 de enero de 2025 | Abs. |   |   |   |   |   |   |   | 0/25  |

## Gobierno municipal 2019-2023

El pleno, después de las elecciones municipales de 2019

| Nombre                            | Partido         | Partido | Cargo                                                                                   | Ref.  |
| --------------------------------- | --------------- | --- | --------------------------------------------------------------------------------------- | ----- |
| Lluís Mijoler                     |                 | El Prat en Comú | Alcalde presidente                                                                      | [ 2 ] |
| Juan Pedro Castro                 |                 | PSC-CP | 1er teniente de alcalde del Área de Alcaldía, Innovación, Agenda 2030 y Next Generation | [ 2 ] |
| Alba Bou Jordà                    |                 | El Prat en Comú | 2ª teniente de alcalde del Área de Urbanismo y Vivienda                                 | [ 2 ] |
| Joaquim Bartolomé                 | El Prat en Comú | 3er teniente de alcalde del Área de Acción Ambiental, Energía y Servicios Urbanos. Concejal de Relación con Entidades de la Ciudad         | [ 2 ]                                                                                   |       |
| Juan Moreno Roig                  |                 | PSC-CP | 4º teniente de alcalde del Área de Desarrollo Económico                                 | [ 2 ] |
| Pilar Eslava Higueras             |                 | El Prat en Comú | 5ª teniente de alcalde del Área de Educación y Cultura                                  | [ 2 ] |
| Débora García Barrios             |                 | PSC-CP | 6ª teniente de alcalde del Área de Bienestar y Salud                                    | [ 2 ] |
| Anna Martín Cuello                |                 | El Prat en Comú | 7ª teniente de alcade del Área de Acción Social y Comunitaria                           | [ 2 ] |
| David Vicioso Adrià               | El Prat en Comú | 8º teniente de alcalde del Área de Economía, Gobernanza y Calidad Democrática. Concejal de Policía Local y Plan de Actuación de Sant Cosme | [ 2 ]                                                                                   |       |
| Rafael Duarte Molina              | El Prat en Comú | Concejal de Gestión Urbanística | [ 2 ]                                                                                   |       |
| Esther García Fernández           | El Prat en Comú | Concejala de Gobierno Abierto y Calidad Democrática. Concejala de Juventud, Acción Comunitaria, Derechos Humanos y Memoria Democrática     | [ 2 ]                                                                                   |       |
| Maria Dolors Siles García         | El Prat en Comú | Concejala de Feminismos y LGTBI | [ 2 ]                                                                                   |       |
| Francisco Manuel Lorenzo Gallardo | El Prat en Comú | Concejal de Derecho del Agua | [ 2 ]                                                                                   |       |
| Marina García Vargas              |                 | PSC-CP | Concejala de Comercio y Turismo                                                         | [ 2 ] |
| Gabriel Soriano Porcella          | PSC-CP          | Concejal de Salud Pública y Consumo | [ 2 ]                                                                                   |       |

### Apoyos
Sobre la base de las explicaciones de voto expresadas por los grupos parlamentarios en la moción de confianza, el apoyo parlamentario al candidato se puede resumir de la siguiente manera:
| Cámara                             | Candidato     | Fecha                                          | Voto |    |   |   |   |   | Votos |
| ---------------------------------- | ------------- | ---------------------------------------------- | ---- | -- | - | - | - | - | ----- |
| Ayuntamiento del Prat de Llobregat | Lluís Mijoler | 18 de octubre de 2022 Mayoría simple requerida | Sí   | 11 | 7 |   |   |   | 18/25 |
| Ayuntamiento del Prat de Llobregat | Lluís Mijoler | 18 de octubre de 2022 Mayoría simple requerida | No   |    |   | 3 | 3 |   | 6/25  |
| Ayuntamiento del Prat de Llobregat | Lluís Mijoler | 18 de octubre de 2022 Mayoría simple requerida | Abs. |    |   |   |   | 1 | 1/25  |

## Resultados electorales históricos
| Partido político                                                       | 2023                | 2023                | 2023                | 2019                | 2019                | 2019                | 2015  | 2015  | 2015 | 2011  | 2011  | 2011 | 2007  | 2007  | 2007 | 2003  | 2003   | 2003 | 1999  | 1999   | 1999 | 1995  | 1995   | 1995 | 1991  | 1991   | 1991 | 1987  | 1987   | 1987 | 1983  | 1983   | 1983 | 1979  | 1979  | 1979 |
| Partido político                                                       | %                   | Votos               | Con.                | %                   | Votos               | Con.                | %     | Votos | Con. | %     | Votos | Con. | %     | Votos | Con. | %     | Votos  | Con. | %     | Votos  | Con. | %     | Votos  | Con. | %     | Votos  | Con. | %     | Votos  | Con. | %     | Votos  | Con. | %     | Votos | Con. |
| El Prat en Comú (ECP)                                                  | 32,40               | 8227                | 9                   | 33,48               | 9940                | 11                  | —     | —     | —    | —     | —     | —    | —     | —     | —    | —     | —      | —    | —     | —      | —    | —     | —      | —    | —     | —      | —    | —     | —      | —    | —     | —      | —    | —     | —     | —    |
| Partit dels Socialistes de Catalunya (PSC)                             | 22,15               | 5624                | 6                   | 21,25               | 6310                | 7                   | 14,6  | 3848  | 4    | 19,43 | 4504  | 5    | 25,39 | 5894  | 7    | 26,48 | 7106   | 8    | 24,94 | 6205   | 7    | 25,67 | 7269   | 7    | 31,08 | 7188   | 8    | 30,55 | 8481   | 8    | 29,84 | 7926   | 8    | 33,38 | 7642  | 10   |
| Esquerra Republicana de Catalunya (ERC)                                | 9,83                | 2496                | 3                   | 11,27               | 3347                | 3                   | 8,94  | 2385  | 2    | 4,86  | 1126  | 0    | 5,93  | 1377  | 1    | 4,99  | 1340   | 0    | 3,07  | 764    | 0    | 3,77  | 1068   | 0    | 2,71  | 627    | 0    | 1,09  | 303    | 0    | 0,81  | 216    | 0    | 2,35  | 537   | 0    |
| Partit Popular de Catalunya (PP)-Alianza Popular (AP)                  | 8,03                | 2039                | 2                   | 4,52                | 1343                | 0                   | 9,05  | 2385  | 2    | 19,47 | 4515  | 6    | 14,09 | 3270  | 4    | 12,86 | 3451   | 3    | 9,31  | 2317   | 2    | 10,95 | 3100   | 3    | 5,70  | 1317   | 1    | 5,56  | 1544   | 1    | 7,20  | 1911   | 1    | —     | —     | —    |
| Jóvenes y Pensionistas Decidimos (JPD)                                 | 7,49                | 1903                | 2                   | —                   | —                   | —                   | —     | —     | —    | —     | —     | —    | —     | —     | —    | —     | —      | —    | —     | —      | —    | —     | —      | —    | —     | —      | —    | —     | —      | —    | —     | —      | —    | —     | —     | —    |
| Vox                                                                    | 7,38                | 1874                | 2                   | 1,22                | 365                 | 0                   | —     | —     | —    | —     | —     | —    | —     | —     | —    | —     | —      | —    | —     | —      | —    | —     | —      | —    | —     | —      | —    | —     | —      | —    | —     | —      | —    | —     | —     | —    |
| Junts per Catalunya (JxC)-Convergència i Unió (CiU)                    | 6,29                | 1597                | 1                   | 4,83                | 1435                | 0                   | 5,59  | 1938  | 1    | 10,11 | 2344  | 3    | 9,11  | 2115  | 2    | 9,25  | 2482   | 2    | 9,92  | 2468   | 2    | 10,44 | 2957   | 2    | 12,77 | 2954   | 3    | 14,93 | 4145   | 4    | 10,86 | 2885   | 3    | 11,85 | 2714  | 3    |
| Ciutadans (CS)                                                         | 4,28                | 1088                | 0                   | 9,74                | 2893                | 3                   | 8,63  | 2275  | 2    | 2,95  | 683   | 0    | 4,21  | 978   | 0    | —     | —      | —    | —     | —      | —    | —     | —      | —    | —     | —      | —    | —     | —      | —    | —     | —      | —    | —     | —     | —    |
| Podemos-Se Puede el Prat                                               | Con El Prat en Comú | Con El Prat en Comú | Con El Prat en Comú | 5,13                | 1524                | 1                   | 7,35  | 9379  | 2    | —     | —     | —    | —     | —     | —    | —     | —      | —    | —     | —      | —    | —     | —      | —    | —     | —      | —    | —     | —      | —    | —     | —      | —    | —     | —     | —    |
| Iniciativa per Catalunya Verds-Esquerra Unida i Alternativa (ICV-EUiA) | Con El Prat en Comú | Con El Prat en Comú | Con El Prat en Comú | Con El Prat en Comú | Con El Prat en Comú | Con El Prat en Comú | 35,59 | 9379  | 11   | 37,55 | 8706  | 11   | 38,66 | 8973  | 11   | 40,88 | 10 972 | 12   | 47,70 | 11 870 | 14   | 49,17 | 13 925 | 13   | 45,91 | 10 617 | 13   | 42,49 | 11 795 | 12   | —     | —      | —    | —     | —     | —    |
| Ganemos                                                                | Con El Prat en Comú | Con El Prat en Comú | Con El Prat en Comú | Con El Prat en Comú | Con El Prat en Comú | Con El Prat en Comú | 6,44  | 1697  | 1    | —     | —     | —    | —     | —     | —    | —     | —      | —    | —     | —      | —    | —     | —      | —    | —     | —      | —    | —     | —      | —    | —     | —      | —    | —     | —     | —    |
| Partit Socialista Unificat de Catalunya (PSUC)                         | —                   | —                   | —                   | —                   | —                   | —                   | —     | —     | —    | —     | —     | —    | —     | —     | —    | —     | —      | —    | —     | —      | —    | —     | —      | —    | —     | —      | —    | —     | —      | —    | 47,38 | 12 584 | 13   | 34,49 | 7897  | 10   |
| Centro Democrático y Social (CDS)-Unión de Centro Democrático (UCD)    | —                   | —                   | —                   | —                   | —                   | —                   | —     | —     | —    | —     | —     | —    | —     | —     | —    | —     | —      | —    | —     | —      | —    | —     | —      | —    | —     | —      | —    | 4,49  | 1261   | 0    | 1,01  | 269    | 0    | 9,47  | 2168  | 2    |

## Evolución de la deuda viva municipal
El concepto de deuda viva contempla sólo las deudas con cajas y bancos relativas a créditos financieros, valores de renta fija y préstamos o créditos transferidos a terceros, excluyéndose, por tanto, la deuda comercial.
| Gráfica de evolución de la deuda viva del Ayuntamiento entre 2008 y 2023                                       |
| |
| Deuda viva del Ayuntamiento de El Prat de Llobregat, en miles de euros, según datos del Ministerio de Hacienda |